# رياتشاو، مارانهاو
رياتشاو، مارانهاو بلدية في ولاية مارانهاو في المنطقة الشمالية الشرقية من البرازيل.